# Janirella bocqueti
Janirella bocqueti là một loài chân đều trong họ Janirellidae. Loài này được Chardy miêu tả khoa học năm 1974.